# Thanks/you
《Thanks/you》는 《쓰르라미 울 적에 해》의 음악을 제공했던 dai가 소속한 그룹 M.Graveyard의 동인 음악 앨범이다.
앨범 오리지널 곡은《쓰르라미 울 적에》의 드라마CD에서도 BGM으로 여러번 쓰였다.

## 수록 곡
1. Thanks
2. Iru
3. 陰
4. Soul scour
5. you (M.Box風)
6. Confession
7. you
8. 空夢
9. そらのむこう
10. 競争
11. 月影 (arrange)
12. 夢想
13. 夢想 (arrange)
14. feel
15. 月影
16. 久遠
17. Birth and Death
18. 想い
19. (Vocal) you
20. (Vocal) 想い
21. (숨겨진 트랙)